# Emmanuil Kazakevitch
Œuvres principales
Le Printemps sur l'Oder
Emmanuel Heinrikhovitch Kazakevitch (en russe : Эммануи́л Ге́нрихович Казаке́вич, en yiddish : עמנואל קאַזאַקעװיטש), né le 24 février 1913 à Krementchouk dans le Gouvernement de Poltava et mort le 22 septembre 1962 à Moscou est un écrivain et poète, traducteur et scénariste soviétique, il a écrit en russe et en yiddish. Vétéran de la Seconde Guerre mondiale, il est principalement connu pour son roman de guerre Le Printemps sur l'Oder (1949) adapté au cinéma en 1967.

## Biographie
Fils du critique littéraire Heneh Kazakevitch (1883-1935), Emmanuil Kazakevitch passe son enfance à Homiel, Moscou, Kiev, puis à partir de 1924, à Kharkiv. Diplômé d'une école technique de Kharikiv en 1930, il déménage avec ses parents à Birobidjan où en 1934, on forme l'Oblast autonome juif. Il était contremaître, ingénieur, responsable du site de la construction du Palais de la culture municipal, puis président de la ferme collective juive Waldhejm (1932), fondateur du Théâtre de la jeunesse juive (TRAM), puis directeur du Théâtre juif d'État de Birobidjan (BirGOSET, 1933-1934), ainsi que président de la radio régionale yiddish de 1935 à 1938 - chef de la section littéraire de la rédaction du journal Birobidzhaner Stern et chef du département littéraire du Conseil d'État de Birobidzhan. Pour le théâtre juif de Birobidzhan (BirGOSET), il a traduit en yiddish les pièces Fusion merveilleuse de Vladimir Kirchon (1933), Platon Kretchet d'Oleksandr Korniychuk, Six Favorites d'Alexeï Arbouzov, Les Ennemis de Maxime Gorki (1937), Le visage des frères Tour et Lev Cheinine, Professeur Polezhaev de Leonid Rakhmanov, Uriel Acosta de Karl Gutzkow (1938), Cyrano de Bergerac d’Edmond Rostand.
Il commence à publier des poèmes en yiddish en 1932, dans le journal Birobidzhaner Shtern, dont le premier rédacteur en chef était son père. La même année, son premier recueil de poèmes Birebidzhanboy est publié, suivi du recueil Grand monde (1939) et du poème Scholem un Havé (1941), ainsi que des livres Birobidzhan (avec David Bergelson, 1939) et Route de Birobidzhan (1940).
En 1941-1945, il sert dans l'armée, d'abord dans la compagnie d'écrivains, l'unité spéciale qui réunit nombreux hommes de lettres soviétiques. De juillet 1941 à juin 1943 - il combat sur le front de l'Ouest, ensuite - sur le 1er et le 2e fronts biélorusses. Officier du renseignement ordinaire au début, il devient chef de la division de renseignement et capitaine-adjoint du chef de renseignement de l'armée. Membre du PCUS depuis 1944.
Le premier ouvrage en russe - la nouvelle L'Etoile, publiée dans le premier numéro du journal Znamia de 1947, a suscité un vif intérêt des critiques.
Après la guerre, il héberge dans son appartement de Moscou, l'écrivain Iouri Olecha.
on roman Le Printemps sur l'Oder (1949) jouit d'une reconnaissance des autorités. Mais les romans Deux dans la steppe (1948) et Le cœur d'un ami (1953) sont beaucoup moins bien accueillis. En 1956, avec Margarita Aliguer, Alexander Bek, Benjamin Kaverine, Constantin Paoustovski et Vladimir Tendriakov, Kazakevitch édite l’almanach Moscou littéraire qui fait entre autres la première tentative d'amorcer la réhabilitation de l’œuvre de Marina Tsvetaïeva. Mais sous la pression de la censure, après deux numéros seulement, cette édition sera fermée.

## Décorations
- prix Staline :
  - 1948, pour la nouvelle L’Étoile
  - 1950, pour le roman Le Printemps sur l'Oder
- ordre de la Guerre patriotique de 2e classe : 1944, 1945
- ordre de l'Étoile rouge : 1944, 1945
- médaille du Courage
- médaille pour la victoire sur l'Allemagne

## Œuvres traduites en français
Le Printemps sur l'Oder (roman en trois parties : Le Major de la garde, Les Drapeaux blancs, En marche sur Berlin), traduit par Alexandre Roudnikov, Éditions du Progrès, 1949, 1952, 1954.
"Le cahier bleu suivi de Les ennemis" Gallimard Collection Litteratures sovietiques, traduction de Rene L'Hermite (1963.). Deux hommes dans la steppe, traduit par Éléna Joly,    Éditions L’Âge d’Homme